# 英国消防机构

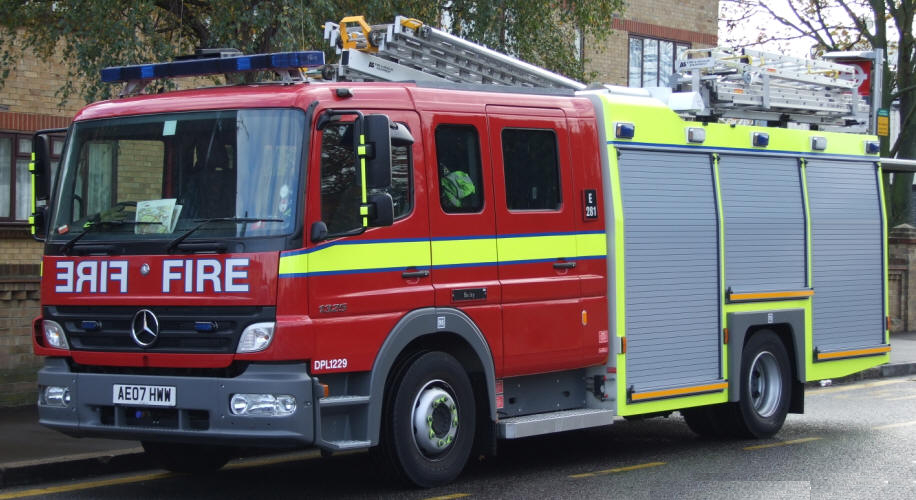
倫敦消防隊的消防車，倫敦消防隊是英國第二大的消防隊，僅次於蘇格蘭消防拯救隊

英国的消防部门在英格兰和威尔士，北爱尔兰和苏格兰分别根据立法和行政安排运作。
提供消防服务的共有五十多个机构。其正式名稱称为消防和救援服务（fire and rescue service，FRS），在现代立法和政府部门中使用该术语。较早的消防队（fire brigade）和消防服务（fire service）以非正式使用和一些组织的名义保留下来。英格兰和威尔士（以及以前的苏格兰）设有当地消防局，每个消防局均由当地政府代表组成的消防局监督。消防部门有权提高市政稅征收资金，其余的来自政府。苏格兰和北爱尔兰有集中的消防部门，因此它们的当局实际上是下放议会的委员会。2014-15财年的消防总预算为29亿英镑。